# シベ語
シベ語（シベご、シベ語:ᠰᡞᠪᡝ
ᡤᡞᠰᡠᠨ、転写:Sibe gisun）は、中国少数民族であるシベ族（シボ族とも）が話す言語。言語学的には、ツングース語族に分類される。
アルタイ語族があるとすればツングース語派に分類されることになる。同時に室韋語・鮮卑語などがツングース化したとも伝わる。満洲語とおおよそ互いに意思疎通ができる。

## 言語名別称
- 日本語:シベ語/シボ語
- 中国語:（簡体字）锡伯语/（繁体字）錫伯語
- 英語:Xibe language

## シベ文字
シベ語では、満洲文字を改良したシベ文字を使用している。
活字が使われることはほとんどなく、本などは手書きで書かれている。

## 音韻論

### 音節構造[7]
音節構造は(C1)(C2)V1(V2)((C3)C4)である。Cは子音（consonant）、Vは母音（Vowel）である。（）は音節形成の非必須要素である。声調は見られない。C2には半母音/y, w/のみが立ちうる。シベ語では自立語は2モーラ以上の長さを持つという制限があり、単音節語の主母音は長く実現する。

### アクセント
二音節以上の語の語末の母音/e/, /i/, /u/は一般に発音されないが、一部語末の母音は消えない場合があり、語末の母音/e/, /i/, /u/は消えるものと消えないものでミニマルペアを形成する。語末の母音/e/, /i/, /u/が消えない単語は、語末に有標のアクセントがおかれていると分析し、/'/で表記する。

### 母音[8]
母音音素として/i, e, a, o, u/の五つが立てられる。母音/a, o, u/に同一音節内で/y/が後続した場合、後続した/ay/, /oy/, /uy/はそれぞれ、[ɛ, ø, y]となる。母音/e, i, u/は二音節以上の語の語末において消え、特に/i/と/u/はそれぞれ前の子音の口蓋化、唇音化として現れる。これらの母音は、格接語等の接語が後続する場合、または中平イントネーション（Mid-intonation）の場合も母音として現れる。
|            | 前舌母音   | 中舌母音 | 後舌母音 |
| 非円唇母音 | 非円唇母音 | 円唇母音 |          |
| ---------- | ---------- | -------- | -------- |
| 狭母音     | i /i/      |          | u /u/    |
| 半狭母音   |            |          | o /o/    |
| 半広母音   |            | ɜ /e/    |          |
| 広母音     | a /a/      |          |          |

### 子音[9]
シベ語には、子音は22の子音音素が立てられる。摩擦音/f, s, x, χ/は母音または有声子音/m, n, ŋ, r, l, w, y/の間で有声音[v, z, ɣ, ʁ]で現れる。/s/は、母音/i/と子音/y/の前で、[ʃ, ʒ]で現れる。また、破擦音/c, j/は、母音/a, e, o, u/の前ではそり舌音[ʈ͡ʂ, ɖ͡ʐ]で現れ、母音/i/と子音/y/では[t͡ʃ, d͡ʒ]で現れる。調音点未指定の音素/N/は音節末に現れ、後続の子音の調音点に同化した鼻音[m, n, ŋ, ɴ]として現れ、語末で[ɴ]とないし母音の鼻音化として現れる。このほかに、/x/と/χ/の対立が中和した原音素/X/と、/k/と/q/の対立が中和した原音素/K/を立てる。これらは動詞の完了接辞に現れ、語幹に母音/a, o/または、子音/q, G, χ/のいずれかが存在する場合は、/χ/, /q/で現れ、それ以外では/x/, /k/として現れる。
また、文献によっては破裂音・破擦音の有声・無声の対立は、有気音・無気音の対立とされる。
|        | 両唇音 | 唇歯音 | 歯茎音 | 硬口蓋音 | 軟口蓋音 | 口蓋垂音 | 調音点未指定 |
| ------ | ------ | ------ | ------ | -------- | -------- | -------- | ------------ |
| 破裂音 | p, b   |        | t, d   |          | k, g     | q, G     |              |
| 破擦音 |        |        |        | c, j     |          |          |              |
| 摩擦音 |        | f      | s      |          | x        | χ        |              |
| 鼻音   | m      |        | n      |          | ŋ        |          | N            |
| 流音   |        |        | r, l   |          |          |          |              |
| 半母音 |        | w      |        | y        |          |          |              |

## 形態論

### 名詞
名詞語幹には、下の図で示すような数・格・主題を表す非義務的文法要素がこの順で後続しうる。
| 語幹 N- | （数） | （格）                          | （主題） |
| ------- | ------ | ------------------------------- | -------- |
| 語幹 N- | -se    | =∅ =i =de =we =deri' =ci' =maqe | =ni'     |

シベ語には7つの格語尾がある。
| 格     | 接尾辞           | 例        | 文語                    | グロス       |
| ------ | ---------------- | --------- | ----------------------- | ------------ |
| 主格   | =∅（格語尾なし） | ɢazn=∅    |                         | 村が         |
| 属格   | =i               | ɢazn=i    | ᡤᠠᡧᠠᠨ ᡳ (gašan -i)      | 村の         |
| 与位格 | =de(də/-t)       | ɢazn=t    | ᡤᠠᡧᠠᠨ ᡩᡝ (gašan de)     | 村に（で）   |
| 対格   | =we(f/-və)       | ɢazn=və   | ᡤᠠᡧᠠᠨ ᠪᡝ (gašan be)     | 村を         |
| 奪格   | =deri'(dəri)     | ɢazn=dəri | ᡤᠠᡧᠠᠨ ᡩᡝᡵᡳ (gašan deri) | 村から       |
| 方向格 | =ci'             | ɢazn=ći   | ᡤᠠᡧᠠᠨ ᠴᡳ (gašan ci)     | 村に向かって |
| 共同格 | =maqe(maq)       | ɢazn=maq  |                         | 村と共に     |

### 代名詞
指示代名詞は近称のereと遠称のtereが存在する。
表中斜線で区切られた形式は、左が主格の形式で、右が斜格の語幹を表す。
| 語幹 N- | 単数    | 複数（除外） | 複数（包括） |
| ------- | ------- | ------------ | ------------ |
| 1人称   | bi/miN- | mese         | bo/moN-      |
| 2人称   | si/siN- | so/soN-      | so/soN-      |
| 3人称   | tere    | tese         | tese         |

## 語彙
シベ語は、満洲語と同じく基礎語彙と構造の面で中国語から多くの影響を受けていない。しかしシベ語は中国語から政治や経済を主とした多くの専門用語を吸収している。例として「ᠵᡠᠩᡬᠣjungg'o（中国）」、「ᠵᡳᠩᠵᡳjingji（経済）」、「gəming（革命）」、「ᠵᡠᠰᡳjusi（主席）」、「chūna（出納）」、「daikuan（貸款、貸付金）」等が挙げられる。
書き言葉で外来語が使用されることは、口語よりも少ない。しかし口語では、満洲語のᠨᡳᠶᠠᠯᠮᠠ(niyalma)に対するシベ語の「nan（男）」のように、満洲語の口語の発音とかけ離れた例もある。
そしてロシアからの影響もあり、「konsul（консул,執政官）」、「mashina（машина,ミシン）」のような単語も見られる。さらに他のチュルク諸語からの借用語として、ウイグル語からの「namas（イスラムで宴会の名）」、カザフ語からの「baige（競馬）」といったように文化面での用語もある。

## 外部サイト
- 太清 — Unicodeの満州語、シベ語、ダフール語のフォントと入力メソッド (中国語と英語)
- Ethnologue report for language code sjo （英語） - エスノローグ
- LL-Map
- MultiTree
- 「シベ文字」知ってますか　危機の満州系言語、東京で書道展 - YouTube（朝日新聞社提供、2019年12月4日公開）